# Narf
Francisco Xavier Pérez Vázquez (Silleda, 24. travnja 1968. – Santiago de Compostela, 15. studenog 2016.), poznat i pod umjetničkim imenima Narf i Fran Pérez, bio je galicijski pjevač, skladatelj i gitarist te veliki promicatelj galicijske kulture kroz rock glazbu.
Bio je čanom više galcijskih glazbenih sastava, među kojima se ističu Os Quinindiolas i Psicofónica de Conxo. Snimio je i album s pjevačem Manecasom Costom iz Gvineje Bisau i galicijskom pjevačicom Uxíom Senlleom. Pisao je i glazbu za kazalište, mjuzikle i opere. Galicijsku tradicionalnu glazbu uklapao je u zabavnu glazbu s rock i afričkim utjecajima, prerastavši u simbol galicijske glazbe.
Peterostruki je dobitnik Nagrade María Casares za doprinos u promociji i stvaranju galicijske glazbe i kulture. Za svoju operu Annus horribilis dobio je 1996. Nagradu glazbenih kritičara Barcelone.